# Joeropsis sandybrucei
Joeropsis sandybrucei är en kräftdjursart som beskrevs av Bruce 2009. Joeropsis sandybrucei ingår i släktet Joeropsis och familjen Joeropsididae. Inga underarter finns listade i Catalogue of Life.